# Biffontaine
Biffontaine je francouzská obec v departementu Vosges, v regionu Grand Est.

## Geografie
Obcí protéká řeka Neuné.

## Památky
- kostel sv. Antonína

## Vývoj počtu obyvatel
Počet obyvatel